# Torvaldo e Dorliska
Torvaldo e Dorliska è un'opera in due atti di Gioachino Rossini.
Il libretto, denominato dramma semiserio, è di Cesare Sterbini, il librettista del Barbiere di Siviglia ed è tratto dal libretto Lodoïska (1796) di Francesco Gonella, già musicato da Johann Simon Mayr.
L'opera fu rappresentata la prima volta al Teatro Valle di Roma il 26 dicembre 1815 e venne accolta con qualche riserva (pur vantando artisti famosi nel cast, quali Domenico Donzelli nella parte di Torvaldo e Filippo Galli come Duca d'Ordow). 
Il 1º febbraio 1818 avviene la prima nel Teatro San Moisè di Venezia ed il successivo 20 agosto al Teatro alla Scala di Milano con Giovanni Battista Rubini.
Il 20 luglio 1820 avviene la prima nel Teatro San Carlo di Napoli con Isabella Colbran, Andrea Nozzari e Galli, il successivo 7 agosto nel Teatro Nacional de São Carlos di Lisbona ed il 20 novembre nel Théâtre-Italien di Parigi con Manuel García (padre).
Il 18 gennaio 1822 avviene la prima nel Teatro degli Avvalorati di Livorno con Giovanni Battista Verger ed Antonio Tamburini ed il 27 dicembre 1828 al Teatro Comunale di Bologna con Giulia Grisi.
Cadde nel dimenticatoio, ma venne eseguita in tempi moderni nel 1976 quando venne trasmessa alla radio dalla RAI diretta da Alberto Zedda con Lella Cuberli, Lucia Valentini Terrani ed Enzo Dara, nel 1989 a Savona con Anna Caterina Antonacci e nel 1992 a Lugano e incisa su disco per la prima volta.
Al Rossini Opera Festival di Pesaro va in scena nel 2006 con Michele Pertusi, Francesco Meli e Bruno Praticò.

## Cast della prima assoluta

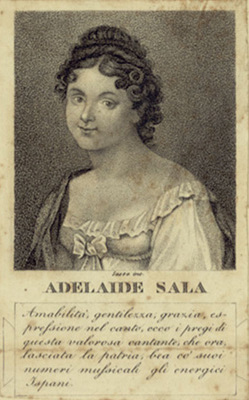
Adelaide Sala, prima interprete di Dorliska

| Ruolo           | Registro vocale | Interprete             |
| --------------- | --------------- | ---------------------- |
| Il Duca d'Ordow | basso           | Filippo Galli          |
| Dorliska        | soprano         | Adelaide Sala          |
| Torvaldo        | tenore          | Domenico Donzelli      |
| Giorgio         | basso           | Raniero Remorini       |
| Carlotta        | soprano         | Agnese Loiselet        |
| Ormondo         | basso           | Cristoforo Bastianelli |

## La trama
L'opera parla della storia d'amore fra Dorliska e Torvaldo, osteggiata dal tremendo e violento Duca d'Ordow, che, per ottenere la bella, cerca di far uccidere Torvaldo. Dorliska viene imprigionata nel castello del Duca, confortata solo da Carlotta e il fratello di questa Giorgio, guardiano del castello. Torvaldo, scampato all'agguato, riesce ad entrare nel castello, ma viene catturato e condannato a morte. Allora Carlotta e Giorgio con i loro amici cospirano contro il Duca, per liberare la coppia. Carlotta riesce a rubare le chiavi della prigione di Torvaldo, e Dorliska lo riabbraccia. I due vengono però scoperti dal Duca, ma, prima che possa ucciderli, viene interrotto dalla folla che entra nel castello: il popolo si è ribellato, e ora cattura e imprigiona il Duca per fargli subire la giusta condanna per i tanti anni di tirannia. Torvaldo e Dorliska sono così liberi.

## Struttura musicale
- Sinfonia

### Atto I
- N. 1 - Introduzione È un bel dir che tutto al mondo - Dunque invano i perigli e la morte (Giorgio, Coro, Duca, Ormondo)
- N. 2 - Cavatina Dorliska Ah, Dorliska sfortunata!
- N. 3 - Duetto Duca e Dorliska Dorliska voi tremate
- N. 4 - Cavatina Torvaldo Fra un istante a te vicino
- N. 5 - Terzetto Duca, Torvaldo e Giorgio Ah qual raggio di speranza
- N. 6 - Aria Ormondo Sopra quell'albero
- N. 7 - Finale I Oh via, signora mia (Carlotta, Dorliska, Torvaldo, Giorgio, Duca, Coro)

### Atto II
- N. 8 - Introduzione Bravi, bravi: qua venite (Giorgio, Coro)
- N. 9 - Aria Torvaldo Dille che solo a lei (Torvaldo, Giorgio, Coro)
- N. 10 - Aria Dorliska Ferma, costante, immobile (Dorliska, Duca)
- N. 11 - Aria Carlotta Una voce lusinghiera
- N. 12 - Duetto Duca e Giorgio Ah non posso! invan lo spero!
- N. 13 - Duettino Dorliska e Torvaldo Quest'ultimo addio
- N. 14 - Sestetto Alme ree!...tremate!...invano!... (Duca, Dorliska, Torvaldo, Giorgio, Carlotta, Ormondo, Coro)
- N. 15 - Finale II Dagli! Indietro!... Ah qual voce d'intorno... Grazie al destin pietoso (Coro, Duca, Torvaldo, Giorgio, Dorliska, Carlotta, Ormondo)

## Organico orchestrale
La partitura di Rossini prevede l'utilizzo di
- 2 flauti, 2 oboi, 2 clarinetti, 2 fagotti
- 2 corni, 2 trombe, 2 tromboni
- timpani, grancassa
- archi

Per i recitativi secchi
- pianoforte (violoncello e contrabbasso ad libitum)

## Incisioni discografiche
| Anno | Cast (Torvaldo, Dorliska, Duca d'Ordow, Giorgio, Carlotta, Ormondo)                                   | Direttore          |
| ---- | --- | ------------------ |
| 1977 | Pietro Bottazzo, Lella Cuberli, Siegmund Nimsgern, Enzo Dara, Lucia Valentini Terrani, Gianni Socci   | Alberto Zedda      |
| 1992 | Ernesto Palacio, Fiorella Pediconi, Stefano Antonucci, Mauro Buda, Nicoletta Ciliento, Antonio Marani | Massimo de Bernart |
| 2006 | Francesco Meli, Darina Takova, Michele Pertusi, Bruno Praticò, Jeannette Fischer, Simone Alberghini   | Victor Pablo Pérez |